# Паметник на Павел Бобеков (Панагюрище)
 Тази статия е за паметника в Панагюрище.  За паметника във Велико Търново вижте Паметник на Павел Бобеков (Велико Търново).  
Паметникът на Павел Бобеков се намира в град Панагюрище, на едноименния площад.
Монументът е изработен по проект на Методи Измирлиев. Открит е официално едновременно с паметника на Боримечката през 1976 г., чийто образ също е пресъздаден от Методи Измирлиев.
На празнично шествие, водено от Духов оркестър „Делчо Радивчев“ при Народно читалище „Виделина – 1865“, град Панагюрище и Регионален клуб „Традиция“, в знак на признателност са полагани цветя пред паметниците на Павел Бобеков, Орчо войвода, Райна Княгиня и ген. Виктор Дандевил. Други инициатори и участици в празненствата са Общинският съвет, Катедрален храм „Свети Георги Победоносец“, Исторически музей – Панагюрище, Мъжки камерен хор „Панагюрци“ при НЧ „Св. Боян Княз Български – 2006“ и клубовете „Традиция“ на Националното дружество „Традиция“ от Панагюрище, Велинград и село Баня, Пазарджишко.